# Hans Leip
Hans Leip (Amburgo, 22 settembre 1893 – Fruthwilen, 6 giugno 1983) è stato uno scrittore, poeta e drammaturgo tedesco, noto per aver scritto la canzone Lili Marleen.

## Biografia
Figlio di un ex marinaio e lavoratore portuale di Amburgo, studiò in quella città per divenire, nel 1914, insegnante di sport e religione.
Nel 1915 fu richiamato al servizio militare e dopo la formazione come fuciliere fu inviato sul fronte orientale sui Carpazi. L'anno seguente sposò Lina Stellmann (1895–1969), dalla quale ebbe la figlia Grita (1920–1981). In seguito ad una ferita, riportata nel corso della prima guerra mondiale, nel 1917, fu dichiarato inabile al servizio e poté tornare a casa.
Dopo aver pubblicato dei racconti sui giornali di Amburgo, tra i quali "Simplicissimus" ed essersi cimentato anche come grafico, si iscrisse nel 1919 all'Associazione degli artisti di Amburgo, quindi intraprese una serie di viaggi che lo condussero a Parigi, Londra, Algeri e New York. Nel 1925 sposò la seconda moglie Gretl Maria Haalck (1895-1939), dalla quale ebbe due figlie. Scrisse, tra le altre cose, Godekes Knecht nel 1925 ("Il servo di Godeke"), che piacque a Thomas Mann.
Fu anche pittore e scultore e fu coinvolto dal nazionalsocialismo nella realizzazione in versione ariana di film, come Gasparone, tratto da un'operetta di Carl Millöcker del 1884, ed alcune sue poesie apparvero sulla vetrina letteraria organizzata da Joseph Goebbels. Nel 1942 ricevette una croce al merito di guerra da parte di Hitler.
Nel 1944 andò a vivere in Tirolo, per un breve periodo, insieme all'editore Cotta Klare Buchmann (1908–1945), il quale si suicidò il 1º dicembre dell'anno dopo. Leip ne adottò la figlia appena nata, divorziò da Ilse Haalck (1902–1993), sorella della sua seconda moglie e nel 1949 sposò 1949 la quarta moglie Käthe Bade (1914–1992).

## Lili Marleen
Nonostante Leip abbia scritto romanzi, racconti, drammaturgie e sceneggiature, nonché abbia dipinto e scolpito, è noto soprattutto per la poesia Lili Marleen, che scrisse nel 1915 e fu inclusa nel volume Die kleine Hafenorgel nel 1937. Musicata da Norbert Schultze, venne interpretata dalla cantante Lale Andersen e acquisì fama internazionale, specie durante la seconda guerra mondiale. Infatti, dal 1944 Marlene Dietrich, che risiedeva negli Stati Uniti, cantò la canzone per le truppe alleate, e così Lili Marleen divenne la "canzone di tutti i soldati al fronte", tedeschi e alleati.
La poesia era originariamente intitolata Das Mädchen unter der Laterne ("La ragazza sotto la lanterna"). Secondo quanto riferito, avrebbe combinato il soprannome della sua ragazza con quello di un'infermiera, fidanzata con un suo compagno d'armi.
Lo scrittore John Steinbeck definì Lili Marleen la più bella canzone d’amore di tutti i tempi, peccato solo che sia tedesca.